# Marilyn Hassett
Marilyn Hassett, née le 17 décembre 1947 à Los Angeles en Californie, est une actrice de cinéma et de télévision américaine. Elle remporte le Golden Globe de la révélation féminine de l'année en 1976 pour son rôle dans Un jour, une vie,.
Elle y joue le rôle de Jill Kinmont (1936-2012), championne de ski et jeune espoir olympique qui doit réapprendre à vivre après qu'un accident la laisse tétraplégique en 1955

## Filmographie
Sauf indication contraire, les informations mentionnées dans cette section peuvent être confirmées par la base de données cinématographiques IMDb,  présente dans la section « Liens externes ».

### Cinéma
- 1975 : Un jour, une vie (The Other Side of the Moutain) de Larry Peerce : Jill Kinmont
- 1976 : Shadow of the Hawk de George McCowan : Maureen
- 1976 : Un tueur dans la foule (Two-Minute Warning) de Larry Peerce : Lucy
- 1978 : The Other Side of the Mountain: Part II de Larry Peerce : Jill Kinmont
- 1979 : The Bell Jar de Larry Peerce : Esther Greenwood
- 1984 : Le jour d'avant (Massive Retaliation) de Thomas A. Cohen : Lois Fredericks
- 1986 : The Eleventh Commandment de Paul Leder : Joanne Knight
- 1988 : Le Messager de la mort (Messenger of Death) de J. Lee Thompson : Josephine Fabrizio
- 1989 : Rock-A-Die Baby de Bob Cook : la mère (Eva)
- 1990 : Twenty Dollar Star de Paul Leder : Lou Ann
- 1992 : Exiled in America de Paul Leder : Beverly

### Télévision
- 1970 : Quarantined de Leo Penn : Beverly Marshall (téléfilm)
- 1972 : Emergency! : Cynthia/l'infirmière (2 épisodes)
- 1974 : L'Homme qui valait trois milliards : la fille de l'agence de location (1 épisode)
- 1974 : L'aventure au bout de la route : Mary Kate (1 épisode)
- 1975 : The Family Holvak : Carolyn Scovell (1 épisode)
- 1984 : Hôtel : Joanne Maxwell (1 épisode)
- 1984-1986 : Arabesque : Barbara Blair/Maggie Earl/Patricia Harlan (3 épisodes)
- 1986 : Le Voyageur : Jill McGinnis (1 épisode)
- 1990 : Shades of LA : Melisa (1 épisode)

## Distinctions
| Date | Cérémonie     | Catégorie                                 | Résultat   | Réf.  |
| ---- | ------------- | ----------------------------------------- | ---------- | ----- |
| 1976 | Golden Globes | Révélation féminine de l'année            | Lauréat    | [ 1 ] |
| 1976 | Golden Globes | Meilleure actrice dans un film dramatique | Nomination | [ 1 ] |